# ۷۱۸ (قمری)
۷۱۸ (قمری)، هفتصد و هجدهمین سال در گاهشماری هجری قمری است. اول محرم این سال برابر با سیزدهم مارس سال ۱۳۱۸ میلادی است.